# Molophilus longicornis
Molophilus longicornis là một loài ruồi trong họ Limoniidae. Chúng phân bố ở miền Australasia.